# Matti Pellonpää
Matti Kalervo Pellonpää (Helsinki, 28 de marzo de 1951-Vaasa, 13 de julio de 1995) fue un premiado actor y músico finlandés. Alcanzó la fama internacional con sus papeles en las películas tanto de Aki Kaurismäki como de Mikä Kaurismäki. Es común encontrarlo en las películas de Aki, de las que aparece en 18.
Comenzó su carrera en el año 1962 como actor de radio en la emisora estatal finlandesa Yle. Como actor se desempeñó a comienzo de los años 70 en diversos teatros amateurs. En este tiempo comenzó a estudiar en la Academia de Teatro Finlandesa, de la cual egresó en 1977.
Fue nominado como Mejor Actor por la Academia de Cine Europeo por su papel de Rodolfo en La Vie de Boheme, y ganó el Felix en los Premios de la Academia Europea en 1992. También obtuvo un papel protagónico en el año 1991 en la película Night on Earth, de Jim Jarmusch.
Pellonpää llevaba una vida privada en perfecta armonía con su trabajo como actor. Siendo un bohemio por naturaleza, y un hombre genuino y sin ego, utilizaba su vida frecuentemente como base para su actuación, renunciando al vestuario que se le proveía, y trabajando con su propia ropa.
En 1996, Matti Pellonpää fue una de las personas elegidas para conmemorar los 100 años del cine finlandés en un sello.
Pellonpää era conocido entre sus amigos por sus "bromas examen", las cuales hacían uso de la similitud de los nombres de los países y las palabras en finés.
Matti Pellonpää murió el 13 de julio de 1995 de un infarto.

## Filmografía
- Pojat (1962), dirigida por Mikko Niskanen.
- Akseli ja Elina (1970), dirigida por Edvin Laine.
- Kesän maku (1975), dirigida por Asko Tolonen.
- Antti Puuhaara (1976), dirigida por Katariina Lahti, Heikki Partanen y Riitta Rautoma.
- Viimeinen savotta (1977), dirigida por Edvin Laine.
- Ruskan jälkeen (1979), dirigida por Edvin Laine.
- Valehtelija (1981), dirigida por Mika Kaurismäki.
- Pedon merkki (1981), dirigida por Jaakko Pakkasvirta.
- Jackpot2 (1982), dirigida por Mika Kaurismäki.
- Arvottomat (1982), dirigida por Mika Kaurismäki.
- Regina ja miehet (1983), dirigida por Anssi Mänttäri.
- Huhtikuu on kuukausista julmin (1983), dirigida por Anssi Mänttäri.
- Rikos ja rangaistus (1983), dirigida por Aki Kaurismäki.
- Klaani - Tarina Sammakoitten suvusta (1984), dirigida por Mika Kaurismäki.
- Kello (1984), dirigida por Anssi Mänttäri.
- Aikalainen (1984), dirigida por Timo Linnasalo.
- Rakkauselokuva (1984), dirigida por Anssi Mänttäri.
- Viimeiset rotannahat (1985), dirigida por Anssi Mänttäri.
- Calamari Union (1985), dirigida por Aki Kaurismäki.
- Ylösnousemus (1985), dirigida por Anssi Mänttäri.
- Varjoja paratiisissa (1986), dirigida por Aki Kaurismäki.
- Rocky VI (1986), dirigida por Aki Kaurismäki.
- Kuningas lähtee Ranskaan (1986), dirigida por Anssi Mänttäri.
- Näkemiin, hyvästi (1986), dirigida por Anssi Mänttäri.
- Hamlet liikemaailmassa (1987), dirigida por Aki Kaurismäki.
- Ariel (1988), dirigida por Aki Kaurismäki.
- Cha cha cha (1989), dirigida por Mika Kaurismäki.
- Leningrad Cowboys Go America (1989), dirigida por Aki Kaurismäki.
- Kiljusen herrasväen uudet seikkailut (1990), dirigida por Matti Kuortti.
- Räpsy ja Dolly (1990), dirigida por Matti Ijäs.
- Zombie ja kummitusjuna (1991), dirigida por Mika Kaurismäki.
- Night on Earth (1991 film)|Night on Earth]] (1991), dirigida por Jim Jarmusch.
- Kadunlakaisijat (1991), dirigida por Olli Soinio.
- Boheemielämää (1992), dirigida por Aki Kaurismäki.
- Missä on Musette? (1992), dirigida por Veikko Nieminen.
- Papukaijamies (1992), dirigida por Veikko Nieminen.
- Det var väl själva fan också (1993), dirigida por Peter Östlund.
- The Last Border (1993), dirigida por Mika Kaurismäki.
- Leningrad Cowboys Meet Moses (1993), dirigida por Aki Kaurismäki.
- Pidä huivista kiinni, Tatjana (1993), dirigida por Aki Kaurismäki.
- Iron Horsemen (1995), dirigida por Gilles Charmant.
- Sirpaleita (1996), dirigida por Aku Louhimies.